# Epipotoneura nehalennia
Epipotoneura nehalennia – gatunek ważki z rodziny łątkowatych (Coenagrionidae). Występuje w północnej części Ameryki Południowej – stwierdzony w północnej Brazylii i Gujanie.